# Brauchitsch

Wappen derer von Brauchitsch

Brauchitsch, auch Brauchwitz, ist der Name eines schlesischen Uradelgeschlechts.

## Geschichte
Der Überlieferung nach sollen die Brauchitsch von Polen aus in das Herzogtum Schlesien gezogen sein. Die Wappenlegende berichtet von einem Ahnenherr der einem springenden Hirsch zum Teil das Geweih abbrach. Stammhaus ist Brauchitschdorf (seit 1945 Chróstnik, frühere Namen vor der Umbenennung in Brauchitschdorf: Krostenik bzw. Crustenik) im Herzogtum Liegnitz, 1348–1453 Herzogtum Lüben. Erstmals urkundlich erwähnt wurde im Dezember 1259 ein Ritter Velislaus aus der Familie von Völs (auch von Fels). Für seine geleisteten Dienste erhielt er von Boleslaw II. (Schlesien), Herzog von Liegnitz den Ort Chrostnik mit einem Stück Land als Schenkung. Velislaus begann mit dem Wiederaufbau des zerstörten Ortes Chrostnik, und er nannte sich als neuer Besitzer des Anwesens fortan "Herr von Brauchitsch". Die Stammreihe beginnt 1418 mit Hans von Brauchitsch, Gutsbesitzer auf Oberau. Im 15. Jahrhundert teilte sich die Familie u. a. in die Linien Oberau, Pohldorf, Kleinkriechen, Bielwiese, Rüstern, Rostersdorf in den Herzogtümern Wohlau und Liegnitz, sowie in die Linien Schreibendorf und Pangel im Herzogtum Brieg. Im 18. Jahrhundert kamen Familienzweige, anfangs mit dem gebürtigen Schlesier Heinrich von Brauchitsch (vormals Brauchitz) in Preußen und danach in der Provinz Brandenburg, zu Grundbesitz. Ein königlich-sächsischer Major Brauchitsch erlangte am 10. Februar 1812 zusammen mit seinen Söhnen den Adel des Königreichs Sachsen.

## Wappen

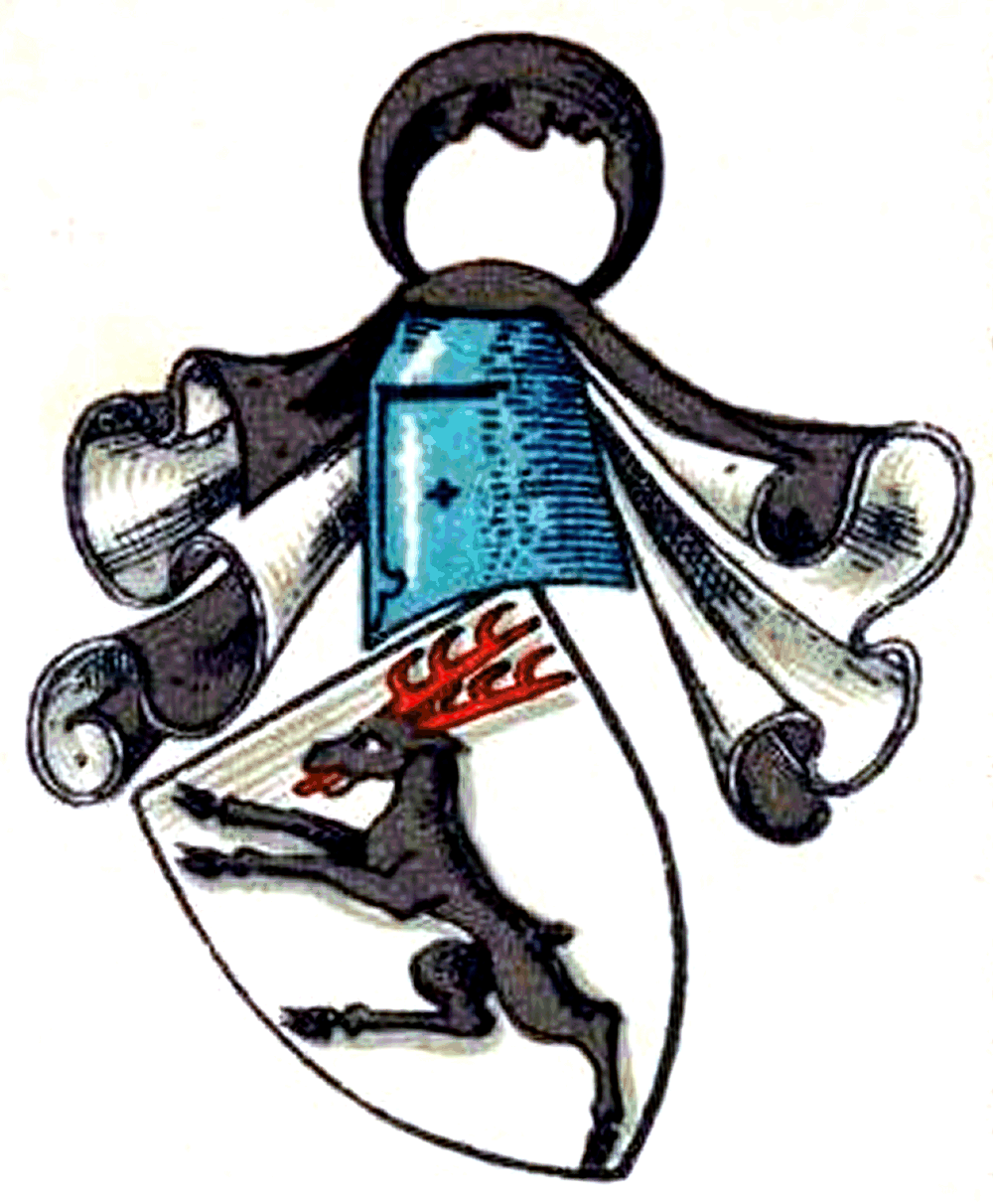
Historische Wappenabbildung der Brauchitsch

Das Wappen zeigt in Silber einen springenden rot bewehrten schwarzen Hirsch. Auf dem Helm mit schwarz-silbernen Decken ein gestürzter schwarzer Halbmond.

## Bekannte Familienmitglieder

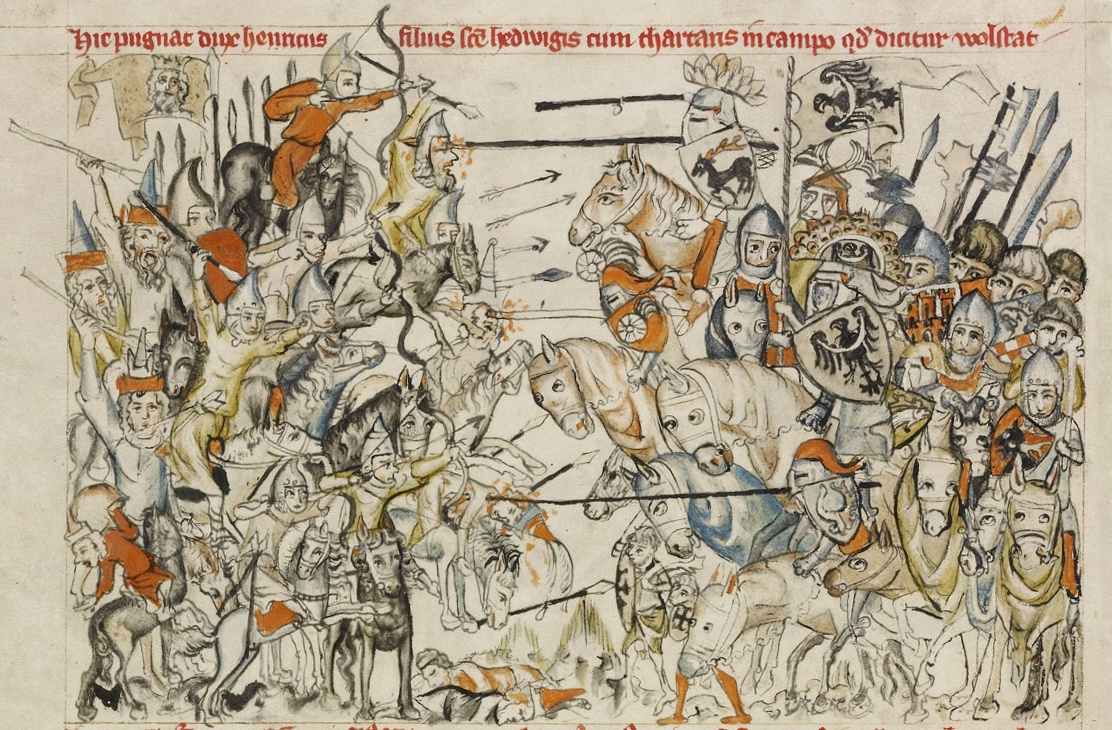
Ein Brauchitsch-Ritter oben rechts auf einer Darstellung der Schlacht bei Liegnitz (1241) aus dem 14. Jahrhundert

- Nikolaus von Brauchwitz (Mitte des 15. Jh.), Ritter beim Deutschen Orden, Dreizehnjähriger Krieg
- Georg von Brauchwitz (Mitte des 15. Jh.), Deutscher Ordensritter im Dreizehnjährigen Krieg
- Heinrich von Brauchitsch der Ältere, ursprünglich von Brauchitz (1652–1743), Landrichter von Olecko (Marggrabowa / Ostpreußen)
- Georg von Bruchwitz (1517–1605), Herzoglich Pommerscher Rat
- Johannes von Brauchitsch (1590–1684), Vater von Heinrich von Brauchitsch, d. Ä.
- Karl von Brauchitsch (General, 1780) (1780–1858), preußischer General der Kavallerie
- Karl von Brauchitsch (General, 1822) (1822–1896), preußischer Generalmajor
- Balthasar Leopold von Brauchitsch (* um 1725; † 1773), preußischer Landrat und Kammerpräsident
- Carl von Brauchitsch (1755–1839), Landstallmeister von Trakehnen
- Ludwig Matthias Nathanael Gottlieb von Brauchitsch (1757–1827), 1814 preußischer Generalleutnant, 1822 Berliner Ehrenbürger
- Eduard von Brauchitsch (General, 1798)  (1798–1869), preußischer General der Infanterie
- Eduard von Brauchitsch (General, 1827) (1827–1889), preußischer Generalmajor
- Eduard von Brauchitsch (Bezirksamtmann) (1866–1908), deutscher Bezirksamtmann und Regierungsrat in Kamerun
- Adolf von Brauchitsch (1800–1876), preußischer Oberjustizrat und Oberappellationsgerichtsvizepräsident
- Wilhelm von Brauchitsch (1820–1884), Politiker, Reichstagsabgeordneter
- Gustav von Brauchitsch (1822–1873), 1873 preußischer Generalmajor
- Otto August von Brauchitsch (1827–1889), preußischer Generalmajor
- Heinrich von Brauchitsch (1831–1916), preußischer Richter, Landrat und Reichstagsabgeordneter
- Bernhard von Brauchitsch (1833–1910), preußischer General der Kavallerie
- Max von Brauchitsch (1835–1882), Mitglied des Deutschen Reichstags
- Hermann von Brauchitsch (1840–1916), 1894 preußischer Generalleutnant
- Konrad von Brauchitsch (General) (1853–1916), preußischer Generalmajor
- Johannes Ernst von Brauchitsch (1856–1932), deutscher Fotograf
- Louis von Brauchitsch (1857–1930), 1912 preußischer Generalmajor
- Richard von Brauchitsch (1861–1918), preußischer Generalleutnant
- Margarethe von Brauchitsch (1865–1957), deutsche Textilkünstlerin
- Gottfried von Brauchitsch (1866–1924), preußischer Generalmajor
- Adolf von Brauchitsch (1876–1935), 1929 deutscher Generalmajor
- Walther von Brauchitsch (1881–1948), 1940 deutscher Generalfeldmarschall
- Georg von Brauchitsch (1885–1940), deutscher Klassischer Archäologe
- Konrad (Kunz) von Brauchitsch (1890–1947, Eberhards von B. Vater), Fregattenkapitän, Leiter des Reichsschallarchivs
- Manfred von Brauchitsch (1905–2003), Rennfahrer
- Bernd von Brauchitsch (1911–1974), deutscher Offizier
- Eberhard von Brauchitsch (1926–2010), Manager und Unternehmensberater
- Helga von Brauchitsch  (1936–2023), Fotografin
- Victor von Brauchitsch (* 1940), Fotograf
- Boris von Brauchitsch (* 1963), Fotograf
- Claudia von Brauchitsch (* 1974), Journalistin und Fernsehmoderatorin